# رادیم کلرید
رادیم کلرید (به انگلیسی: Radium chloride) با فرمول شیمیایی RaCl۲ یک ترکیب شیمیایی است. که جرم مولی آن ۲۹۶٫۰۹۴ g/mol می‌باشد. 